# Horneby
Horneby er en bydel i Hornbæk-Dronningmølle byområde, tidligere en landsby i Hornbæk Sogn, Lynge-Kronborg Herred i det tidligere Frederiksborg Amt. Horneby ligger ved Horneby Sø.
Horneby havde i 1682 9 gårde og 2 huse med jord. Det samlede dyrkede areal var 154,6 tønder land, skyldsat til 42,73 tdr. hartkorn. Dyrkningsformen var alsædebrug.